# Mount Emily
Mount Emily är ett berg i Antarktis. Det ligger i Östantarktis. Nya Zeeland gör anspråk på området. Toppen på Mount Emily är 3 048 meter över havet.
Terrängen runt Mount Emily är platt åt nordväst, men åt sydost är den kuperad. Trakten är obefolkad. Det finns inga samhällen i närheten.